# Kröndlhorn
Kröndlhorn är ett berg i Österrike.   Det ligger i distriktet Zell am See och förbundslandet Salzburg, i den centrala delen av landet, 300 km väster om huvudstaden Wien. Toppen på Kröndlhorn är 2 444 meter över havet, eller 470 meter över den omgivande terrängen. Bredden vid basen är 7,2 km.
Terrängen runt Kröndlhorn är bergig västerut, men österut är den kuperad. Närmaste större samhälle är Westendorf, 15,1 km norr om Kröndlhorn. 
Trakten runt Kröndlhorn består i huvudsak av gräsmarker. Runt Kröndlhorn är det ganska glesbefolkat, med 34 invånare per kvadratkilometer.